# Albo d'oro del campionato di Serie B
L'albo d'oro del campionato di Serie B include l'elenco delle squadre vincitrici della serie cadetta del campionato italiano di calcio e dei club promossi da questa nel massimo torneo nazionale.

## Antichi campionati cadetti

### Seconda Categoria
Originariamente non vi era necessità di istituire un vero e proprio torneo cadetto in quanto le squadre disposte a sobbarcarsi i costi del campionato nazionale erano in numero limitato, e le iscrizioni non superavano i posti disponibili. La Seconda Categoria, istituita nel 1904, fu invece congegnata per poter fare giocare in una competizione ufficiale i giocatori di riserva delle società già partecipanti al campionato di Prima Categoria, mentre solo successivamente furono incluse in questo torneo le prime squadre delle società minori. Diversamente dall'attuale Serie B, comunque, non esisteva un meccanismo della promozione vincolato ai risultati nel campionato. In effetti, all'epoca, per la FIGC il criterio ultimo per decretare il passaggio di una compagine dalla Seconda alla Prima Categoria era la dimostrazione da parte di questa di aver acquisito un tasso tecnico-calcistico tale da poter competere con i principali club italiani. Le aspiranti alla promozione, quindi, erano tenute a dare prova di ciò in un test-match contro una squadra di Prima Categoria dinanzi ad una Commissione Tecnica Federale: era la decisione di quest'organo, perciò, ad essere determinante per l'approdo dei sodalizi nell'élite del calcio. La vittoria della Seconda Categoria era sì considerata di per sé una prova evidente, ma solo una prima squadra titolare, la Pro Vercelli, fu invitata ed accettò l’ingresso nel massimo campionato tramite questo percorso.
| Edizione  | Vincitore | Vincitore    | Annotazioni                                               |
| Edizione  | Ritratto  | Squadra      | Annotazioni                                               |
| --------- | --------- | ------------ | --------------------------------------------------------- |
| 1906-1907 |           | Pro Vercelli | La FIGC invita la squadra nella Prima Categoria 1907-1908 |

Fu nel 1911 che si pose per la prima volta la necessità di organizzare una qualificazione per decretare l'accesso del Casale nelle dieci elette del massimo campionato ai danni di un'altra pretendente. La FIGC riformò quindi nel 1912 la Seconda Categoria, scindendola fra un campionato Riserve e uno di Promozione, questa mettente in palio il nuovo titolo sportivo valido per giocare la Prima Categoria. Per di più essa avrebbe dovuto, teoricamente, accogliere anche i club retrocessi dalla prima serie, ma nella pratica ripescaggi sistematici impedirono tale ricambio. Organizzata a livello regionale, la Promozione risultò dequalificata nel tempo via via che la Prima Categoria procedeva ad aumentare il numero delle proprie squadre.

### Seconda Divisione
La scissione che coinvolse nel 1921 la FIGC e che diede vita, per una stagione calcistica, alla CCI, portò alla nascita della Seconda Divisione.
Questo torneo rappresentò la prima regolare introduzione del meccanismo fra promozioni e retrocessioni nel calcio italiano fra le squadre della massima serie e quella secondaria. I vincitori di quest'ultima, infatti, sostituivano a fine stagione le peggiori classificate della neonata Prima Divisione, garantendo un continuo ricambio delle squadre. La Seconda Divisione fu anche la prima manifestazione nella quale venne assegnato un titolo nazionale cadetto. Con la risoluzione dello scisma compiuta dal Compromesso Colombo, la Federcalcio ufficializzò e adottò la competizione, la quale continuò a essere il secondo campionato del calcio nazionale fino al 1926.
| Edizione        | Vincitore           | Vincitore            | Secondo posto       | Terzo posto         | Altre promozioni    | Annotazioni                                                  |
| Edizione        | Ritratto            | Squadra              | Secondo posto       | Terzo posto         | Altre promozioni    | Annotazioni                                                  |
| --------------- | ------------------- | -------------------- | ------------------- | ------------------- | ------------------- | ------------------------------------------------------------ |
| 1921-1922 (CCI) |                     | Derthona (1º titolo) | Italia Milano       | Balilla             |                     | CCI                                                          |
| 1922-1923 (1ª)  |                     | Biellese (1º titolo) | Carpi               |                     |                     | Torneo di sola qualificazione per il Compromesso Colombo.    |
| 1923-1924 (2ª)  |                     | Derthona (2º titolo) | Reggiana            | Olympia Fiume       | Mantova             |                                                              |
| 1924-1925 (3ª)  |                     | Udinese (1º titolo)  | Parma               | Novese              |                     |                                                              |
| 1925-1926 (4ª)  | finali non concluse | finali non concluse  | finali non concluse | finali non concluse | finali non concluse | Torneo di sola qualificazione secondo la Carta di Viareggio. |

## Prima Divisione e Serie B
Nel 1926 la Carta di Viareggio ristrutturò i campionati e portò la declassata Prima Divisione a rappresentare il secondo livello della piramide calcistica italiana. Per la prima volta il campionato cadetto venne organizzato a livello nazionale, superando la divisione territoriale fra la Lega Nord e la Lega Sud. Le vincitrici di ciascuno dei quattro gironi interregionali componenti il torneo sarebbero ascese nella Divisione Nazionale. L'unica eccezione fu il campionato 1928-29, che metteva in palio tre posti per la futura edizione a girone unico, e sospendeva l'accesso alla massima categoria. Nel 1929 fu quindi disputata la prima stagione della Serie B. Questo è l'elenco delle squadre vincitrici e delle promozioni in Divisione Nazionale e Serie A nel campionato di calcio italiano dal 1926-1927 ad oggi:

### Albo d'oro della Prima Divisione
| Edizione       | Vincitore | Vincitore            | Secondo posto | Terzo posto  | Terzo posto  | Altre promozioni | Annotazioni |
| Edizione       | Ritratto  | Squadra              | Secondo posto | Terzo posto  | Terzo posto  | Altre promozioni | Annotazioni |
| -------------- | --------- | -------------------- | ------------- | ------------ | ------------ | ---------------- | ----------- |
| 1926-1927 (1ª) |           | Novara (1º titolo)   | Pro Patria    | Reggiana     | Reggiana     | Lazio            |             |
| 1927-1928 (2ª) |           | Atalanta (1º titolo) | Pistoiese     | Bari         | Biellese     | Fiorentina       |             |
| 1927-1928 (2ª) | Fiumana   | Atalanta (1º titolo) | Pistoiese     | Bari         | Biellese     |                  |             |
| 1927-1928 (2ª) | Legnano   | Atalanta (1º titolo) | Pistoiese     | Bari         | Biellese     |                  |             |
| 1927-1928 (2ª) | Prato     | Atalanta (1º titolo) | Pistoiese     | Bari         | Biellese     |                  |             |
| 1927-1928 (2ª) | Triestina | Atalanta (1º titolo) | Pistoiese     | Bari         | Biellese     |                  |             |
| 1927-1928 (2ª) | Venezia   | Atalanta (1º titolo) | Pistoiese     | Bari         | Biellese     |                  |             |
| 1928-1929 (3ª) |           | Spezia (1º titolo)   | Parma         | Monfalconese | Monfalconese |                  |             |

### Albo d'oro della Serie B
| Edizione                                                                               | Vincitore          | Vincitore                   | Secondo posto        | Terzo posto  | Altre promozioni | Annotazioni                                                                           |
| Edizione                                                                               | Ritratto           | Squadra                     | Secondo posto        | Terzo posto  | Altre promozioni | Annotazioni                                                                           |
| -------------------------------------------------------------------------------------- | ------------------ | --------------------------- | -------------------- | ------------ | ---------------- | ------------------------------------------------------------------------------------- |
| 1929-1930 (1ª)                                                                         |                    | Casale (1º titolo)          | Legnano              | La Dominante |                  |                                                                                       |
| 1930-1931 (2ª)                                                                         |                    | Fiorentina (1º titolo)      | Bari                 | Palermo      |                  |                                                                                       |
| 1931-1932 (3ª)                                                                         |                    | Palermo (1º titolo)         | Padova               | Verona       |                  |                                                                                       |
| 1932-1933 (4ª)                                                                         |                    | Livorno (1º titolo)         | Brescia              | Modena       |                  |                                                                                       |
| 1933-1934 (5ª)                                                                         |                    | Sampierdarenese (1º titolo) | Bari                 | Modena       |                  | Sampierdarenese promossa dopo spareggio col Bari.                                     |
| 1934-1935 (6ª)                                                                         |                    | Genova 1893 (1º titolo)     | Bari                 |              |                  | Genova 1893 Campione di categoria dopo finali col Bari.                               |
| 1935-1936 (7ª)                                                                         |                    | Lucchese (1º titolo)        | Lucchese (1º titolo) | Livorno      |                  |                                                                                       |
| 1935-1936 (7ª)                                                                         | Novara (1º titolo) |                             |                      | Livorno      |                  |                                                                                       |
| 1936-1937 (8ª)                                                                         |                    | Livorno (2º titolo)         | Atalanta             | Modena       |                  |                                                                                       |
| 1937-1938 (9ª)                                                                         |                    | Novara (2º titolo)          | Novara (2º titolo)   | Alessandria  |                  | Novara e Modena promosse dopo spareggi con l'Alessandria.                             |
| 1937-1938 (9ª)                                                                         | Modena (1º titolo) |                             |                      | Alessandria  |                  | Novara e Modena promosse dopo spareggi con l'Alessandria.                             |
| 1938-1939 (10ª)                                                                        |                    | Fiorentina (2º titolo)      | Venezia              | Atalanta     |                  | Venezia promosso per miglior quoziente reti nei confronti dell'Atalanta.              |
| 1939-1940 (11ª)                                                                        |                    | Atalanta (1º titolo)        | Livorno              | Lucchese     |                  |                                                                                       |
| 1940-1941 (12ª)                                                                        |                    | Liguria (2º titolo)         | Modena               | Brescia      |                  |                                                                                       |
| 1941-1942 (13ª)                                                                        |                    | Bari (1º titolo)            | Vicenza              | Pescara      |                  |                                                                                       |
| 1942-1943 (14ª)                                                                        |                    | Modena (2º titolo)          | Brescia              | Napoli       |                  |                                                                                       |
| Campionato non disputato nelle stagioni 1943-1944 e 1944-1945 per sospensione bellica. |                    |                             |                      |              |                  |                                                                                       |
| 1945-1946 Alta Italia                                                                  |                    | Alessandria (1º titolo)     | Pro Patria           | Vigevano     |                  | Il Napoli fu promosso in Serie A per il piazzamento in Divisione Nazionale 1945-1946. |
| 1946-1947 (15ª)                                                                        |                    | Pro Patria (1º titolo)      | Legnano              | Novara       |                  | Girone A                                                                              |
| 1946-1947 (15ª)                                                                        |                    | Lucchese (2º titolo)        | Padova               | Empoli       | Girone B         |                                                                                       |
| 1946-1947 (15ª)                                                                        |                    | Salernitana (1º titolo)     | Ternana              | Pescara      | Girone C         |                                                                                       |
| 1947-1948 (16ª)                                                                        |                    | Novara (3º titolo)          | Brescia              | Como         |                  | Girone A                                                                              |
| 1947-1948 (16ª)                                                                        |                    | Padova (1º titolo)          | Verona               | SPAL         | Girone B         |                                                                                       |
| 1947-1948 (16ª)                                                                        |                    | Palermo (2º titolo)         | Pisa                 | Lecce        | Girone C         |                                                                                       |
| 1948-1949 (17ª)                                                                        |                    | Como (1º titolo)            | Venezia              | Vicenza      |                  |                                                                                       |
| 1949-1950 (18ª)                                                                        |                    | Napoli (1º titolo)          | Udinese              | Legnano      |                  |                                                                                       |
| 1950-1951 (19ª)                                                                        |                    | SPAL (1º titolo)            | Legnano              | Modena       |                  |                                                                                       |
| 1950-1951 (19ª)                                                                        | Livorno            | SPAL (1º titolo)            | Legnano              |              |                  |                                                                                       |
| 1951-1952 (20ª)                                                                        |                    | Roma (1º titolo)            | Brescia              | Messina      |                  | Brescia sconfitto nella gara di qualificazione con la Triestina.                      |
| 1952-1953 (21ª)                                                                        |                    | Genoa (2º titolo)           | Legnano              | Catania      |                  | Legnano promosso dopo spareggio col Catania.                                          |
| 1953-1954 (22ª)                                                                        |                    | Catania (1º titolo)         | Pro Patria           | Cagliari     |                  | Pro Patria promossa dopo spareggio col Cagliari.                                      |
| 1954-1955 (23ª)                                                                        |                    | L.R. Vicenza (1º titolo)    | Padova               | Modena       |                  |                                                                                       |
| 1954-1955 (23ª)                                                                        | Legnano            | L.R. Vicenza (1º titolo)    | Padova               |              |                  |                                                                                       |
| 1955-1956 (24ª)                                                                        |                    | Udinese (1º titolo)         | Palermo              | Como         |                  |                                                                                       |
| 1955-1956 (24ª)                                                                        | Simmenthal Monza   | Udinese (1º titolo)         | Palermo              |              |                  |                                                                                       |
| 1956-1957 (25ª)                                                                        |                    | Verona (1º titolo)          | Alessandria          | Brescia      |                  | Alessandria promossa dopo spareggio col Brescia.                                      |
| 1957-1958 (26ª)                                                                        |                    | Triestina (1º titolo)       | Bari                 | Venezia      |                  | Bari promosso dopo gare di qualificazione col Verona.                                 |
| 1958-1959 (27ª)                                                                        |                    | Atalanta (2º titolo)        | Palermo              | Lecco        |                  |                                                                                       |
| 1959-1960 (28ª)                                                                        |                    | Torino (1º titolo)          | Lecco                | Catania      |                  |                                                                                       |
| 1960-1961 (29ª)                                                                        |                    | Venezia (1º titolo)         | Ozo Mantova          | Palermo      |                  |                                                                                       |
| 1961-1962 (30ª)                                                                        |                    | Genoa (3º titolo)           | Napoli               | Napoli       |                  |                                                                                       |
| 1961-1962 (30ª)                                                                        | Modena             | Genoa (3º titolo)           |                      |              |                  |                                                                                       |
| 1962-1963 (31ª)                                                                        |                    | Messina (1º titolo)         | Bari                 | Bari         |                  |                                                                                       |
| 1962-1963 (31ª)                                                                        | Lazio              | Messina (1º titolo)         |                      |              |                  |                                                                                       |
| 1963-1964 (32ª)                                                                        |                    | Varese (1º titolo)          | Cagliari             | Foggia       |                  |                                                                                       |
| 1964-1965 (33ª)                                                                        |                    | Brescia (1º titolo)         | Napoli               | SPAL         |                  |                                                                                       |
| 1965-1966 (34ª)                                                                        |                    | Venezia (2º titolo)         | Lecco                | Mantova      |                  |                                                                                       |
| 1966-1967 (35ª)                                                                        |                    | Sampdoria (1º titolo)       | Varese               | Catanzaro    |                  |                                                                                       |
| 1966-1967 (35ª)                                                                        | Catania            | Sampdoria (1º titolo)       | Varese               |              |                  |                                                                                       |
| 1967-1968 (36ª)                                                                        |                    | Palermo (3º titolo)         | Verona               | Verona       |                  |                                                                                       |
| 1967-1968 (36ª)                                                                        | Pisa               | Palermo (3º titolo)         |                      |              |                  |                                                                                       |
| 1968-1969 (37ª)                                                                        |                    | Lazio (1º titolo)           | Brescia              | Bari         |                  |                                                                                       |
| 1969-1970 (38ª)                                                                        |                    | Varese (2º titolo)          | Foggia               | Catania      |                  |                                                                                       |
| 1970-1971 (39ª)                                                                        |                    | Mantova (1º titolo)         | Atalanta             | Catanzaro    |                  | Atalanta e Catanzaro promosse dopo spareggi col Bari.                                 |
| 1971-1972 (40ª)                                                                        |                    | Ternana (1º titolo)         | Lazio                | Palermo      |                  |                                                                                       |
| 1972-1973 (41ª)                                                                        |                    | Genoa (4º titolo)           | Cesena               | Foggia       |                  |                                                                                       |
| 1973-1974 (42ª)                                                                        |                    | Varese (3º titolo)          | Ascoli               | Ternana      |                  |                                                                                       |
| 1974-1975 (43ª)                                                                        |                    | Perugia (1º titolo)         | Como                 | Verona       |                  | Verona promosso dopo spareggio col Catanzaro.                                         |
| 1975-1976 (44ª)                                                                        |                    | Genoa (5º titolo)           | Catanzaro            | Foggia       |                  |                                                                                       |
| 1976-1977 (45ª)                                                                        |                    | L.R. Vicenza (2º titolo)    | Atalanta             | Pescara      |                  | Atalanta e Pescara promosse dopo spareggi col Cagliari.                               |
| 1977-1978 (46ª)                                                                        |                    | Ascoli (1º titolo)          | Catanzaro            | Avellino     |                  |                                                                                       |
| 1978-1979 (47ª)                                                                        |                    | Udinese (2º titolo)         | Cagliari             | Pescara      |                  | Pescara promosso dopo spareggio col Monza.                                            |
| 1979-1980 (48ª)                                                                        |                    | Como (2º titolo)            | Pistoiese            | Brescia      |                  |                                                                                       |
| 1980-1981 (49ª)                                                                        |                    | Milan (1º titolo)           | Genoa                | Cesena       |                  |                                                                                       |
| 1981-1982 (50ª)                                                                        |                    | Verona (2º titolo)          | Pisa                 | Sampdoria    |                  |                                                                                       |
| 1982-1983 (51ª)                                                                        |                    | Milan (2º titolo)           | Lazio                | Catania      |                  | Catania promosso dopo spareggi con Como e Cremonese.                                  |
| 1983-1984 (52ª)                                                                        |                    | Atalanta (3º titolo)        | Como                 | Cremonese    |                  |                                                                                       |
| 1984-1985 (53ª)                                                                        |                    | Pisa (1º titolo)            | Lecce                | Bari         |                  |                                                                                       |
| 1985-1986 (54ª)                                                                        |                    | Ascoli (2º titolo)          | Brescia              | L.R. Vicenza | Empoli           | Vicenza squalificato per illecito sportivo                                            |
| 1986-1987 (55ª)                                                                        |                    | Pescara (1º titolo)         | Pescara (1º titolo)  | Cesena       |                  | Cesena promosso dopo spareggi con Cremonese e Lecce.                                  |
| 1986-1987 (55ª)                                                                        | Pisa (2º titolo)   |                             |                      | Cesena       |                  | Cesena promosso dopo spareggi con Cremonese e Lecce.                                  |
| 1987-1988 (56ª)                                                                        |                    | Bologna (1º titolo)         | Lecce                | Lazio        | Atalanta         |                                                                                       |
| 1988-1989 (57ª)                                                                        |                    | Genoa (6º titolo)           | Bari                 | Udinese      | Cremonese        | Cremonese promossa dopo spareggio con la Reggina.                                     |
| 1989-1990 (58ª)                                                                        |                    | Torino (2º titolo)          | Pisa                 | Cagliari     | Parma            |                                                                                       |
| 1990-1991 (59ª)                                                                        |                    | Foggia (1º titolo)          | Verona               | Cremonese    | Ascoli           |                                                                                       |
| 1991-1992 (60ª)                                                                        |                    | Brescia (2º titolo)         | Pescara              | Ancona       | Udinese          |                                                                                       |
| 1992-1993 (61ª)                                                                        |                    | Reggiana (1º titolo)        | Cremonese            | Piacenza     | Lecce            |                                                                                       |
| 1993-1994 (62ª)                                                                        |                    | Fiorentina (3º titolo)      | Bari                 | Brescia      | Padova           | Padova promosso dopo spareggio col Cesena.                                            |
| 1994-1995 (63ª)                                                                        |                    | Piacenza (1º titolo)        | Udinese              | Vicenza      | Atalanta         |                                                                                       |
| 1995-1996 (64ª)                                                                        |                    | Bologna (2º titolo)         | Verona               | Perugia      | Reggiana         |                                                                                       |
| 1996-1997 (65ª)                                                                        |                    | Brescia (3º titolo)         | Empoli               | Lecce        | Bari             |                                                                                       |
| 1997-1998 (66ª)                                                                        |                    | Salernitana (2º titolo)     | Venezia              | Cagliari     | Perugia          | Perugia promosso dopo spareggio col Torino.                                           |
| 1998-1999 (67ª)                                                                        |                    | Verona (3º titolo)          | Torino               | Lecce        | Reggina          |                                                                                       |
| 1999-2000 (68ª)                                                                        |                    | Vicenza (3º titolo)         | Atalanta             | Brescia      | Napoli           |                                                                                       |
| 2000-2001 (69ª)                                                                        |                    | Torino (3º titolo)          | Piacenza             | Chievo       | Venezia          |                                                                                       |
| 2001-2002 (70ª)                                                                        |                    | Como (3º titolo)            | Modena               | Reggina      | Empoli           |                                                                                       |
| 2002-2003 (71ª)                                                                        |                    | Siena (1º titolo)           | Sampdoria            | Lecce        | Ancona           |                                                                                       |
| 2003-2004 (72ª)                                                                        |                    | Palermo (4º titolo)         | Cagliari             | Livorno      | Messina          | Fiorentina promossa dopo spareggio interdivisionale col Perugia.                      |
| 2003-2004 (72ª)                                                                        | Atalanta           | Palermo (4º titolo)         | Cagliari             | Livorno      |                  | Fiorentina promossa dopo spareggio interdivisionale col Perugia.                      |
| 2004-2005 (73ª)                                                                        |                    | Empoli (1º titolo)          | Torino               | Perugia      | Treviso          | Treviso e Ascoli ripescate in Serie A per le esclusioni di Torino e Perugia.          |
| 2004-2005 (73ª)                                                                        | Ascoli             | Empoli (1º titolo)          | Torino               | Perugia      |                  | Treviso e Ascoli ripescate in Serie A per le esclusioni di Torino e Perugia.          |
| 2005-2006 (74ª)                                                                        |                    | Atalanta (4º titolo)        | Catania              | Torino       |                  |                                                                                       |
| 2006-2007 (75ª)                                                                        |                    | Juventus (1º titolo)        | Napoli               | Genoa        |                  |                                                                                       |
| 2007-2008 (76ª)                                                                        |                    | Chievo (1º titolo)          | Bologna              | Lecce        |                  |                                                                                       |
| 2008-2009 (77ª)                                                                        |                    | Bari (2º titolo)            | Parma                | Livorno      |                  |                                                                                       |
| 2009-2010 (78ª)                                                                        |                    | Lecce (1º titolo)           | Cesena               | Brescia      |                  |                                                                                       |
| 2010-2011 (79ª)                                                                        |                    | Atalanta (5º titolo)        | Siena                | Novara       |                  |                                                                                       |
| 2011-2012 (80ª)                                                                        |                    | Pescara (2º titolo)         | Torino               | Sassuolo     | Sampdoria        |                                                                                       |
| 2012-2013 (81ª)                                                                        |                    | Sassuolo (1º titolo)        | Verona               | Livorno      |                  |                                                                                       |
| 2013-2014 (82ª)                                                                        |                    | Palermo (5º titolo)         | Empoli               | Latina       | Cesena           |                                                                                       |
| 2014-2015 (83ª)                                                                        |                    | Carpi (1º titolo)           | Frosinone            | Vicenza      | Bologna          |                                                                                       |
| 2015-2016 (84ª)                                                                        |                    | Cagliari (1º titolo)        | Crotone              | Trapani      | Pescara          |                                                                                       |
| 2016-2017 (85ª)                                                                        |                    | SPAL (2º titolo)            | Verona               | Frosinone    | Benevento        |                                                                                       |
| 2017-2018 (86ª)                                                                        |                    | Empoli (2º titolo)          | Parma                | Frosinone    |                  |                                                                                       |
| 2018-2019 (87ª)                                                                        |                    | Brescia (4º titolo)         | Lecce                | Benevento    | Verona           |                                                                                       |
| 2019-2020 (88ª)                                                                        |                    | Benevento (1º titolo)       | Crotone              | Spezia       |                  |                                                                                       |
| 2020-2021 (89ª)                                                                        |                    | Empoli (3º titolo)          | Salernitana          | Monza        | Venezia          |                                                                                       |
| 2021-2022 (90ª)                                                                        |                    | Lecce (2º titolo)           | Cremonese            | Pisa         | Monza            |                                                                                       |
| 2022-2023 (91ª)                                                                        |                    | Frosinone (1º titolo)       | Genoa                | Bari         | Cagliari         |                                                                                       |
| 2023-2024 (92ª)                                                                        |                    | Parma (1º titolo)           | Como                 | Venezia      |                  |                                                                                       |
| 2024-2025 (93ª)                                                                        |                    | Sassuolo (2º titolo)        | Pisa                 | Spezia       | Cremonese        |                                                                                       |

### Statistiche
Statistiche relative ai 92 campionati di Serie B e all'unico Campionato B-C Alta Italia disputati dal 1929 al 2024.

#### Vittorie

##### Per squadra
- 6 volte: Genoa
- 5 volte: Atalanta, Palermo
- 4 volte: Brescia
- 3 volte: Como, Empoli, Fiorentina, Novara, Torino, Varese, Verona, L.R. Vicenza
- 2 volte: Ascoli, Bari, Bologna, Lecce, Livorno, Lucchese, Milan, Modena, Pescara, Pisa, Salernitana, Sassuolo, SPAL, Udinese, Venezia
- 1 volta: Alessandria, Benevento, Cagliari, Carpi, Casale, Catania, Chievo, Foggia, Frosinone, Juventus, Lazio, Liguria, Mantova, Messina, Napoli, Padova, Parma, Perugia, Piacenza, Pro Patria, Reggiana, Roma, Sampdoria, Sampierdarenese, Siena, Ternana, Triestina

##### Per regione
| Regione               | Titoli | Squadre vincenti                                                                                  |
| --------------------- | ------ | ------------------------------------------------------------------------------------------------- |
| Lombardia             | 19     | Atalanta (5), Brescia (4), Como (3), Mantova (1), Milan (2), Pro Patria (1), Varese (3)           |
| Toscana               | 13     | Empoli (3), Fiorentina (3), Livorno (2), Lucchese (2), Pisa (2), Siena (1)                        |
| Emilia-Romagna        | 12     | Bologna (2), Carpi (1), Modena (2), Parma (1), Piacenza (1), Reggiana (1), Sassuolo (2), SPAL (2) |
| Veneto                | 10     | Chievo (1), Padova (1), Venezia (2), Verona (3), L.R. Vicenza (3)                                 |
| Liguria               | 9      | Genoa (6), Liguria (1), Sampierdarenese (1), Sampdoria (1)                                        |
| Piemonte              | 9      | Alessandria (1), Casale (1), Juventus (1), Novara (3), Torino (3)                                 |
| Sicilia               | 7      | Catania (1), Messina (1), Palermo (5)                                                             |
| Puglia                | 5      | Bari (2), Lecce (2), Foggia (1)                                                                   |
| Campania              | 4      | Benevento (1), Napoli (1), Salernitana (2)                                                        |
| Friuli-Venezia Giulia | 3      | Triestina (1), Udinese (2)                                                                        |
| Lazio                 | 3      | Frosinone (1), Lazio (1), Roma (1)                                                                |
| Abruzzo               | 2      | Pescara (2)                                                                                       |
| Marche                | 2      | Ascoli (2)                                                                                        |
| Umbria                | 2      | Perugia (1), Ternana (1)                                                                          |
| Sardegna              | 1      | Cagliari (1)                                                                                      |

#### Promozioni

##### Per squadra
- 12 volte: Atalanta, Brescia
- 11 volte: Bari
- 10 volte: Lecce, Verona
- 9 volte: Genoa, Palermo
- 8 volte: Venezia
- 7 volte: Cagliari, Empoli
- 6 volte: Como, Livorno, Pescara, Pisa, Sampdoria,[3] Torino, Udinese
- 5 volte: Ascoli, Catania, Cesena, Foggia, Lazio, Modena, Napoli, L.R. Vicenza
- 4 volte: Bologna, Cremonese, Fiorentina, Novara, Padova, Parma, Sampdoria, Varese
- 3 volte: Catanzaro, Frosinone, Legnano, Mantova, SPAL, Perugia, Piacenza, Salernitana
- 2 volte: Alessandria, Ancona, Benevento, Chievo, Crotone, Lecco, Lucchese, Messina, Milan, Pro Patria, Reggiana, Reggina, Sassuolo, Siena, Ternana
- 1 volta: Avellino, Casale, Carpi, Juventus, Monza, Pistoiese, Roma, Spezia, Treviso, Triestina

##### Per regione
| Regione               | Titoli | Squadre promosse (258) |
| --------------------- | ------ | --- |
| Lombardia             | 50     | Atalanta (12), Brescia (12), Como (6), Cremonese (4), Lecco (2), Legnano (3), Mantova (3), Milan (2), Monza (1), Pro Patria (2), Varese (4) |
| Veneto                | 30     | Chievo (2), Padova (4), Treviso (1), Venezia (8), Verona (10), L.R. Vicenza (5)                                                             |
| Emilia-Romagna        | 28     | Bologna (4), Carpi (1), Cesena (5), Modena (5), Parma (4), SPAL (3), Piacenza (3), Reggiana (2), Sassuolo (2)                               |
| Toscana               | 28     | Empoli (7), Fiorentina (4), Livorno (6), Lucchese (2), Pisa (6), Pistoiese (1), Siena (2)                                                   |
| Puglia                | 26     | Bari (11), Foggia (5), Lecce (10) |
| Sicilia               | 16     | Catania (5), Messina (2), Palermo (9) |
| Liguria               | 16     | Genoa (9), Sampdoria (4+2), Spezia (1) |
| Piemonte              | 14     | Alessandria (2), Casale (1), Juventus (1), Novara (4), Torino (6)                                                                           |
| Campania              | 11     | Avellino (1), Benevento (2), Napoli (5), Salernitana (3)                                                                                    |
| Lazio                 | 10     | Frosinone (3), Lazio (5), Roma (1) |
| Friuli-Venezia Giulia | 7      | Triestina (1), Udinese (6) |
| Calabria              | 7      | Catanzaro (3), Crotone (2), Reggina (2) |
| Marche                | 7      | Ancona (2), Ascoli (5) |
| Sardegna              | 7      | Cagliari (7) |
| Abruzzo               | 6      | Pescara (6) |
| Umbria                | 5      | Perugia (3), Ternana (2) |